# Partido Social Liberal (Dinamarca)
Partido Social Liberal (en danés: Det Radikale Venstre; traducido literalmente como La Izquierda Radical) es un partido político socioliberal de Dinamarca. Es miembro de la Internacional Liberal y del Partido de la Alianza de los Liberales y Demócratas por Europa. Fue fundado en 1905 por una división del Venstre.

## Historia
El partido fue fundado en 1905 como una escisión del Partido Liberal Danés. El impulso inicial fue la expulsión del ala antimilitarista de dicho partido en enero de 1905. Los miembros expulsados celebraron una conferencia de fundación del nuevo partido en Odense, el 21 de mayo de 1905. Además de las diferencias en torno a los gastos militares, los radicales también tuvieron una visión más positiva del Partido Liberal hacia medidas que apuntaban a reducir la desigualdad social. El partido también se convirtió en la pierna política del movimiento llamada Radicalismo cultural. La colectividad se abrió posteriormente al desarrollo de un estado de bienestar, y también abogó por reformas para mejorar la situación de los arrendatarios, un importante grupo de los partidarios. Gran parte de los ideales socioliberales de los radicales daneses han sido inspirados por los economistas políticos Henry George y John Stuart Mill.
La traducción literal de la izquierda radical es hoy en día un tanto engañoso, ya que el partido se describe tradicionalmente en el Centro político de la escala política de izquierda-derecha. El uso de la palabra "izquierda" en el nombre del antiguo partido madre Venstre y el noruego partido Venstre se entiende que se refiere al liberalismo, y no a la izquierda política. Venstre originalmente estaba a la izquierda de la conservadora y aristocrática derecha política.[cita requerida]

## Ideología
El Partido Social Liberal es proeuropeo.
Apoya el levantamiento de un muro antimigrante en las fronteras de Europa.

## Resultados electorales
| Elección  | Votos        | Votos | Escaños | Escaños | Resultado                 |
| Elección  | N°           | %     | N°      | +/-     | Resultado                 |
| --------- | ------------ | ----- | ------- | ------- | ------------------------- |
| 1906      | 38.151 (#4)  | 12,6  | 9/114   | 9       | Oposición                 |
| 1909      | 50.305 (#4)  | 15,5  | 15/114  | 6       | Oposición (1909)          |
| 1909      | 50.305 (#4)  | 15,5  | 15/114  | 6       | En coalición (1909-1910)  |
| 1910      | 64.884 (#3)  | 18,6  | 20/114  | 5       | Oposición                 |
| 1913      | 67.903 (#3)  | 18,7  | 31/114  | 11      | En minoría                |
| 1915      |              |       | 31/114  | 0       | En minoría                |
| 1918      | 189.521 (#3) | 20,7  | 32/140  | 1       | En minoría                |
| Abr.-1920 | 122.160 (#4) | 11,9  | 17/140  | 15      | Oposición                 |
| Jul.-1920 | 109.931 (#4) | 11,5  | 16/140  | 1       | Oposición                 |
| Sep.-1920 | 147.120 (#4) | 12,1  | 18/149  | 2       | Oposición                 |
| 1924      | 166.476 (#4) | 13,0  | 20/149  | 2       | Apoyo externo             |
| 1926      | 150.931 (#4) | 11,3  | 16/149  | 4       | Oposición                 |
| 1929      | 151.746 (#4) | 10,7  | 16/149  | 0       | En coalición              |
| 1932      | 145.221 (#4) | 9,4   | 14/149  | 2       | En coalición              |
| 1935      | 151.507 (#4) | 9,2   | 14/149  | 0       | En coalición              |
| 1939      | 161.834 (#4) | 9,5   | 14/149  | 0       | En coalición              |
| 1943      | 175.179 (#4) | 8,7   | 13/149  | 1       | En coalición              |
| 1945      | 167.073 (#5) | 8,1   | 11/149  | 2       | Oposición                 |
| 1947      | 144.206 (#4) | 6,9   | 10/150  | 1       | Apoyo externo             |
| 1950      | 167.969 (#5) | 8,2   | 12/151  | 2       | Oposición                 |
| Abr.-1953 | 178.942 (#4) | 8,6   | 13/151  | 1       | Oposición                 |
| Sep.-1953 | 169.295 (#4) | 7,8   | 14/179  | 1       | Apoyo externo             |
| 1957      | 179.822 (#4) | 7,8   | 14/179  | 0       | En coalición              |
| 1960      | 140.979 (#5) | 5,8   | 11/179  | 3       | En coalición              |
| 1964      | 139.702 (#5) | 5,3   | 10/179  | 1       | Apoyo externo             |
| 1966      | 203.858 (#5) | 7,3   | 13/179  | 3       | Apoyo externo             |
| 1968      | 427.304 (#4) | 15,0  | 27/179  | 14      | En coalición              |
| 1971      | 413.620 (#4) | 14,3  | 27/179  | 0       | Apoyo externo             |
| 1973      | 343.117 (#4) | 11,24 | 20/179  | 7       | Apoyo externo             |
| 1975      | 216.553 (#4) | 7,10  | 13/179  | 7       | Apoyo externo             |
| 1977      | 113.330 (#8) | 3,65  | 6/179   | 7       | Apoyo externo             |
| 1979      | 172.365 (#6) | 5,44  | 10/179  | 4       | Apoyo externo             |
| 1981      | 160.053 (#7) | 5,12  | 9/179   | 1       | Apoyo externo             |
| 1984      | 184.642 (#5) | 5,49  | 10/179  | 1       | Apoyo externo             |
| 1987      | 209.086 (#5) | 6,22  | 11/179  | 1       | Apoyo externo             |
| 1988      | 185.707 (#6) | 5,58  | 10/179  | 1       | En coalición              |
| 1990      | 114.888 (#7) | 3,55  | 7/179   | 3       | Apoyo externo (1990-1993) |
| 1990      | 114.888 (#7) | 3,55  | 7/179   | 3       | En coalición (1993-1994)  |
| 1994      | 152.701 (#6) | 4,59  | 8/179   | 1       | En coalición              |
| 1998      | 131.254 (#7) | 3,85  | 7/179   | 1       | En coalición              |
| 2001      | 179.023 (#6) | 5,19  | 9/179   | 2       | Oposición                 |
| 2005      | 308.212 (#5) | 9,18  | 17/179  | 8       | Oposición                 |
| 2007      | 177.161 (#6) | 5,1   | 9/179   | 8       | Oposición                 |
| 2011      | 336.698 (#4) | 9,5   | 17/179  | 8       | En coalición              |
| 2015      | 161.009 (#8) | 4,6   | 8/179   | 9       | Oposición                 |
| 2019      | 304.714 (#4) | 8,6   | 16/179  | 8       | Apoyo externo             |
| 2022      | 133.802 (#9) | 3,8   | 7/179   | 9       | Apoyo externo             |